# Ove Flodin
Ove Ingemar Flodin (eg. Åhrberg), född 23 juli 1916 i Lund, död 12 mars 1982 i Malmö, var en svensk revyartist.

## Biografi
Ove Flodin föddes i Lund 1916 av en ensamstående mor, Marta Åhrberg. Han växte upp hos det barnlösa paret Josef Persson Flodin och Matilda Flodin i Limhamn i Malmö. 
Flodin framträdde 1935 som revyartist i lokalrevyn ”Inte så det generar” i Limhamns Folkets hus. Under sin militärtjänstgöring deltog han i revygruppen ”Reveljen”. På 1940-talet och senare turnerade han i folkparkerna, gärna med samma repertoar som Edvard Persson, och uppträdde i revyer på Södra teatern i Malmö. Han fick ett par skivsuccéer, ”Portvakten (1946) och ”Den skrattande polisen” (1955) och hade mindre roller i flera Edvard Persson-filmer. (Fast i Sveriges befolkning 1970 anges hans yrke som ex. fyrbitr.)

## Filmografi
- 1945 – Jolanta, den gäckande suggan
- 1945 – Den glade skräddaren
- 1950 – Pimpernel Svensson
- 1954 – En natt på Glimmingehus